# Сан Марино на Европском првенству у атлетици у дворани 2015.
Сан Марино је учествовао на 33. Европском првенству у дворани 2015 одржаном у Прагу, Чешка, од 5. до 8. марта. Ово је једанаесто европско првенство у атлетици у дворани од 1987. када Сан Марино први пут учествовао.
Репрезентацију Сан Марина представљао је један спортиста (1 мушкарац) који се такмичио у 1 дисциплини (1 мушка).

## Учесници
| Бр. | Дисциплина | Мушкарци     | Жене | Укупно |
| --- | ---------- | ------------ | ---- | ------ |
| 1   | Скок увис  | Еугенио Роси |      | 1      |
|     | Укупно (1) | 1            | 0    | 1      |

## Резултати

### Мушкарци
| Атлетичар    | Дисциплина | Лични рекорд | Квалификације | Квалификације | Полуфинале | Полуфинале | Финале               | Финале       | Детаљи |
| Атлетичар    | Дисциплина | Лични рекорд | Резултат      | Место         | Резултат   | Место      | Резултат             | Место        | Детаљи |
| ------------ | ---------- | ------------ | ------------- | ------------- | ---------- | ---------- | -------------------- | ------------ | ------ |
| Еугенио Роси | Скок увис  | 2,22 НР      | 2,19          | 16            |            |            | није се квалификовао | 16 / 26 (27) |        |